# Надаль, Лимари
Ли́мари Нада́ль (исп. Lymari Nadal, род. 11 февраля 1978, Понсе, Пуэрто-Рико) — пуэрто-риканская и американская актриса.

## Биография
Лимари Надаль родилась в городе Понсе на юге Пуэрто-Рико в семье испаноязычных пуэрториканцев. В 2001 году, окончив факультет химии Университета Пуэрто-Рико, переехала в Лос-Анджелес .
Дебют на американском телевидении — эпизодическая роль в сериале «Американская семья», выпущенном PBS. Успех актрисе принес фильм «Гангстер» (2007), где Лимари сыграла жену главного героя, криминального авторитета Френка Лукаса. В 2010 году снялась в главной роли в социальной драме «Америка», играя карибскую эмигрантку, налаживающую новую жизнь в Нью-Йорке.
С 2002 года замужем за известным актёром и режиссёром Эдвардом Джеймсом Олмосом, детей нет.

## Фильмография
| Год  | Название                           | В оригинале                    | Роль     |
| ---- | ---------------------------------- | ------------------------------ | -------- |
| 2002 | Американская семья                 | American Family                | Линда    |
| 2003 | Звёздный крейсер «Галактика»       | Battlestar Galactica           | Джианна  |
| 2006 | Воры и лгуны                       | Thieves and Liars              | Марисоль |
| 2007 | Гангстер                           | American Gangster              | Ева      |
| 2009 | Звёздный крейсер «Галактика»: План | Battlestar Galactica: The Plan | Джианна  |
| 2011 | Америка                            | America                        | Америка  |